# Jean Reboul
Jean Reboul (Nîmes, 23 gennaio 1796 – Nîmes, 28 maggio 1864) è stato un poeta francese.

## Biografia
Figlio di un fabbro, Jean Reboul esercitò per tutta la vita il mestiere di fornaio. Appassionato di poesia, esordì nel 1828 con L'Ange et l'enfant e nel 1839 consolidò la sua fama con il poemetto Le Dernier Jour. Fu apprezzato da Chateaubriand e Lamartine e nel 1852 rifiutò una decorazione che il governo voleva offrirgli. 

## Opere
- L'Ange et l'enfant, 1828
- Poésies, con prefazione di Alexandre Dumas e una lettera di Lamartine, Paris, Librairie de Charles Gosselin et Cie, 1836
- Œuvres, 1839
- Le Dernier Jour. Poème en dix chants, accompagné de notes et suivi d'une Lamentation à la ville de Nîmes, Paris, Librairie Delloye, 1839
- Poésies, Paris, Librairie Delloye, 1840
- Poésies nouvelles, 1846
- Le Martyre de Vivia, mystère en 3 actes et en vers, Paris et Nîmes, Giraud, 1850
- Les Traditionnelles, nouvelles poésies, Paris et Nîmes, Giraud, 1857
- Lettres de Jean Reboul, de Nîmes, Paris, Michel-Lévy frères, 1865
- Dernières Poésies, Avignon, Seguin Ainé, 1865
- Poésies inédites, Nîmes, Jo Fabre, 1924